# Silas-Prisen
Der Silas-Prisen (deutsch Silas-Preis) wurde im Jahre 1999 von der dänischen Schriftstellerin Cecil Bødker (1927–2020) ins Leben gerufen, benannt nach ihrer Jugendbuchreihe über den Jungen „Silas“. 
Der „Silas-Preis“ ist ein Literaturpreis, der alle zwei Jahre von Det Danske Akademi an einen bedeutenden Kinderbuchautor verliehen wird. Der Silas-Preis beinhaltet ein Preisgeld von 100.000 dänischen Kronen (heute ca. 13.500 Euro). Im Jahr 2013 betrug das Preisgeld einmalig 50.000 dänische Kronen.

## Liste der Preisträger
- 2001 – Bjarne Reuter
- 2003 – Peter Mouritzen
- 2005 – Bent Haller
- 2007 – Flemming Quist Møller
- 2009 – Kim Fupz Aakeson
- 2013 – Jakob Martin Strid
- 2015 – Ole Dalgaard und Dorte Karrebæk
- 2017 – Cecilie Eken
- 2019 – Jesper Wung-Sung
- 2021 – Lene Kaaberbøl